# 王子維

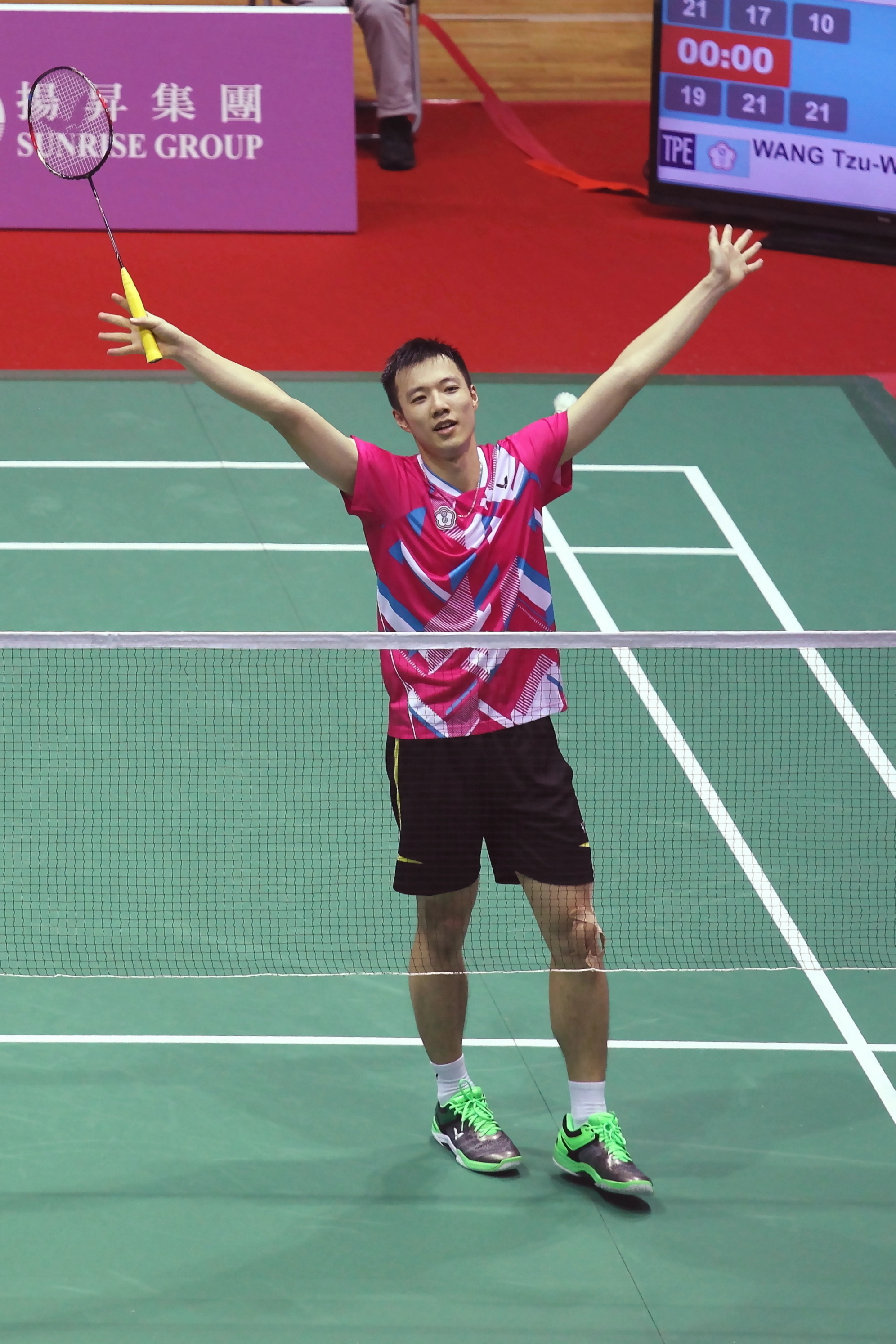
2017年，於臺北世大運個人賽奪冠

王子維（1995年2月27日—）是臺灣羽球運動員，隸屬合作金庫羽球隊。畢業於能仁家商，目前就讀臺北市立大學競技運動訓練研究所。目前隸屬鳳凰藝能經紀。

## 職業生涯
王子維在就讀雙蓮國小一年級時，因為大三歲的哥哥參加羽球隊而開始接觸羽球。高中時，王子維連續三年在亞洲青少年、世界青少年國手選拔奪得冠軍，是唯一達成高中「完全制霸」的選手。
2013年9月7日，剛從能仁家商畢業的王子維出戰中華台北羽毛球黃金大獎賽，在男子單打首輪就擊敗9號種子、南韓的李東根，最後更闖進入準決賽，以0比2（13-21、5-21）敗於另一位南韓選手孫完虎，創下個人國際賽最佳成績。
2014年4月19日，出戰紐西蘭羽毛球大獎賽男子單打項目，在決賽中以2比0（21-9、21-13）擊敗身為頭號種子的隊友許仁豪，獲得生涯首座大獎賽冠軍。
2015年9月1日，王子維從土地銀行羽球隊轉隊至合作金庫羽球隊。
2017年3月5日，王子維出戰德國羽毛球黃金大獎賽，至準決賽時遭遇里約奧運男單金牌得主諶龍，並以2比1（21-18、8-21、21-18）爆冷擊敗對手。最後在決賽以0比2（21-16、21-14）不敵隊友周天成，奪得亞軍。
2017年8月29日，參加在臺北體育館舉行的夏季世界大學運動會羽球比賽，在混合團體以及男子單打項目皆獲得金牌。
2019年12月1日，王子維先後在6月澳洲羽毛球公開賽(超級300賽)、7月加拿大羽毛球公開賽(超級100賽)、9月韓國羽毛球公開賽(超級500賽)都進入準決賽，更於11月的賽義德·莫迪羽毛球國際賽(超級300賽)奪下男子單打項目冠軍，睽違三年拿下羽球國際賽的冠軍。並在2019年世界羽聯世界巡迴賽的總決賽男單項目積分排名第八，進入總決賽。
2019年12月14日，王子維參加2019年世界羽聯世界巡迴賽總決賽，先於小組賽兩局(10-21、9-21)不敵世界球王、兩屆世錦賽冠軍的桃田賢斗，再以直落二(21-12、21-17)擊敗印尼的喬納坦·克里斯蒂，雖然以(21-23、21-12、12-21)再敗於丹麥好手安德斯·安東森，但比較得失局數後，則位居小組第二，晉級準決賽，亦成為台灣本土男單第一位進入年終賽四強的選手。準決賽中，王子維仍不敵世界球王桃田賢斗，以(17-21、12-21)落敗，止步準決賽，但已創下本土男單在年終賽的最佳成績。
2021年7月29日，王子維參加2020年夏季奧林匹克運動會，於男子單打16強賽對上丹麥前世界球王安賽龍，以(16-21、14-21)敗陣，首度參加奧運最終成績止於16強。2022年6月，王子維因感染2019新型冠狀病毒而在同月13日宣布退出印尼羽球公開賽。

## 主要比賽成績
| 年份   | 賽事                     | 公開賽級別 | 項目     | 成績   |
| ------ | ------------------------ | ---------- | -------- | ------ |
| 2011年 | 世界青年羽毛球錦標賽     | 其他       | 混合團體 | 準決賽 |
| 2013年 | 馬爾代夫羽毛球國際挑戰賽 | 國際挑戰賽 | 男子單打 | 準決賽 |
| 2013年 | 亞洲青年羽毛球錦標賽     | 其他       | 男子單打 | 準決賽 |
| 2013年 | 中華台北羽毛球黃金大獎賽 | 黃金大獎賽 | 男子單打 | 準決賽 |
| 2013年 | 波蘭羽毛球國際賽         | 國際系列賽 | 男子單打 | 亞軍   |
| 2013年 | 捷克羽毛球國際賽         | 國際挑戰賽 | 男子單打 | 準決賽 |
| 2013年 | 東亞運動會羽毛球比賽     | 其他       | 男子團體 | 銅牌   |
| 2013年 | 世界青年羽毛球錦標賽     | 其他       | 男子單打 | 亞軍   |
| 2014年 | 伊朗羽毛球國際挑戰賽     | 國際挑戰賽 | 男子單打 | 準決賽 |
| 2014年 | 紐西蘭羽毛球大獎賽       | 大獎賽     | 男子單打 | 冠軍   |
| 2014年 | 蘇格蘭羽毛球大獎賽       | 大獎賽     | 男子單打 | 亞軍   |
| 2014年 | 愛爾蘭羽毛球公開賽       | 國際挑戰賽 | 男子單打 | 亞軍   |
| 2015年 | 中華台北羽毛球大獎賽     | 大獎賽     | 男子單打 | 亞軍   |
| 2016年 | 瑞士羽毛球黃金大獎賽     | 黃金大獎賽 | 男子單打 | 準決賽 |
| 2016年 | 越南羽毛球國際挑戰賽     | 國際挑戰賽 | 男子單打 | 亞軍   |
| 2016年 | 世界大學生羽毛球錦標賽   | 其他       | 混合團體 | 冠軍   |
| 2016年 | 世界大學生羽毛球錦標賽   | 其他       | 男子單打 | 冠軍   |
| 2016年 | 荷蘭羽毛球大獎賽         | 大獎賽     | 男子單打 | 冠軍   |
| 2016年 | 澳門羽毛球黃金大獎賽     | 黃金大獎賽 | 男子單打 | 準決賽 |
| 2017年 | 德國羽毛球黃金大獎賽     | 黃金大獎賽 | 男子單打 | 亞軍   |
| 2017年 | 瑞士羽毛球黃金大獎賽     | 黃金大獎賽 | 男子單打 | 準決賽 |
| 2017年 | 中華台北羽球公開賽       | 黃金大獎賽 | 男子單打 | 亞軍   |
| 2017年 | 紐西蘭羽毛球黃金大獎賽   | 黃金大獎賽 | 男子單打 | 亞軍   |
| 2017年 | 世界大學運動會羽毛球比賽 | 其他       | 混合團體 | 金牌   |
| 2017年 | 世界大學運動會羽毛球比賽 | 其他       | 男子單打 | 金牌   |
| 2017年 | 韓國羽毛球超級賽         | 超級賽     | 男子單打 | 準決賽 |
| 2017年 | 荷蘭羽毛球大獎賽         | 大獎賽     | 男子單打 | 準決賽 |
| 2018年 | 亞洲運動會羽毛球比賽     | 其他       | 男子團體 | 銅牌   |
| 2019年 | 澳洲羽毛球公開賽         | 超級300賽  | 男子單打 | 準決賽 |
| 2019年 | 加拿大羽毛球公開賽       | 超級100賽  | 男子單打 | 準決賽 |
| 2019年 | 韓國羽毛球公開賽         | 超級500賽  | 男子單打 | 準決賽 |
| 2019年 | 賽義德·莫迪羽毛球國際賽  | 超級300賽  | 男子單打 | 冠軍   |
| 2019年 | 世界羽聯世界巡迴賽總決賽 | 總決賽     | 男子單打 | 準決賽 |
| 2020年 | 世界羽聯世界巡迴賽總決賽 | 總決賽     | 男子單打 | 準決賽 |
| 2023年 | 台北羽球公開賽           | 超級300賽  | 男子單打 | 準決賽 |
| 2023年 | 韓國羽毛球大師賽         | 超級300賽  | 男子單打 | 準決賽 |
| 2024年 | 西班牙馬德里羽球大師賽   | 超級300賽  | 男子單打 | 準決賽 |
| 2024年 | 湯姆斯盃                 | 其他       | 男子團體 | 季軍   |
| 2024年 | 高雄羽球大師賽           | 超級100賽  | 男子單打 | 準決賽 |
| 2025年 | 印尼羽毛球大師賽         | 超級500賽  | 男子單打 | 準決賽 |
| 2025年 | 台北羽球公開賽           | 超級300賽  | 男子單打 | 準決賽 |

| 2007-2017年 | 首要超級賽 | 超級賽 | 黃金大獎賽 | 大獎賽 | 國際挑戰賽 | 國際系列賽 | 未來系列賽 | 其他 |

| 2018-2026年 | 總決賽 | 超級1000賽 | 超級750賽 | 超級500賽 | 超級300賽 | 超級100賽 | 國際挑戰賽 | 國際系列賽 | 未來系列賽 | 其他 |

### 奧運會和世錦賽參賽紀錄
|          | 2018 | 2019 | 2020 | 2021 | 2022 | 2023 |
| -------- | ---- | ---- | ---- | ---- | ---- | ---- |
| 男子單打 | 32強 | 32強 | 16強 | 64強 | 16強 | 8強  |

## 主要對賽紀錄
王子維與主要對手的對賽成績如下（只列出對賽五次含以上對手，截至2024年11月25日）：
| 對手                 | 對賽次數 | 對賽結果 | 對賽結果 | 總計 |
| 對手                 | 對賽次數 | 勝       | 負       | 總計 |
| -------------------- | -------- | -------- | -------- | ---- |
| 林祐賢               | 5        | 4        | 1        | +3   |
| 周天成               | 12       | 0        | 12       | -12  |
| 常山幹太（退役）     | 10       | 7        | 3        | +4   |
| 桃田賢斗（退役）     | 5        | 0        | 5        | -5   |
| 渡邊航貴             | 5        | 0        | 5        | -5   |
| 西本拳太             | 5        | 2        | 3        | -1   |
| 石宇奇               | 6        | 1        | 5        | -4   |
| 諶龍（退役）         | 6        | 2        | 4        | -2   |
| 陸光祖               | 5        | 2        | 3        | -1   |
| 全奕陳               | 8        | 5        | 3        | +2   |
| 孫完虎               | 6        | 1        | 5        | -4   |
| 昆拉武特·威提讪      | 7        | 0        | 7        | -7   |
| 坎塔蓬·旺差倫        | 6        | 4        | 2        | +2   |
| 科希特·佩爾帕達布    | 8        | 4        | 4        | 0    |
| 喬納坦·克里斯蒂      | 14       | 8        | 6        | +2   |
| 安東尼·西尼蘇卡·金廷 | 10       | 2        | 8        | -6   |
| 李卓耀               | 8        | 3        | 5        | -2   |
| 伍家朗               | 9        | 3        | 6        | -3   |
| 黃永棋               | 5        | 1        | 4        | -3   |
| 阿賈伊·賈亞拉姆      | 5        | 3        | 2        | +1   |
| 普蘭諾伊·H·S         | 9        | 3        | 6        | -3   |
| 斯里坎特·基達姆比    | 5        | 1        | 4        | -3   |
| 安德斯·安東森        | 5        | 3        | 2        | +1   |
| 安賽龍               | 7        | 1        | 6        | -5   |
| H·K·S·維汀哈斯       | 7        | 3        | 4        | -1   |

## 個人生活
王子維的父母在夜市擺攤賣胡椒餅，是接手自上一代傳承的事業，王子維有時也會幫忙。王子維在參加2013年世青賽時，因沒穿國家隊贊助商球衣而被罰30萬元，後來經協調降為10萬元。

## 影視作品
- 2022年，《決勝的揮拍》，客串演出[20]

## 外部連結
- 王子維的Facebook專頁
- 王子維的Instagram帳戶